# Dasineura salicifoliae
Dasineura salicifoliae är en tvåvingeart som först beskrevs av Osten Sacken 1866.  Dasineura salicifoliae ingår i släktet Dasineura och familjen gallmyggor.
Artens utbredningsområde är Québec. Inga underarter finns listade i Catalogue of Life.